# Hermann Kruse

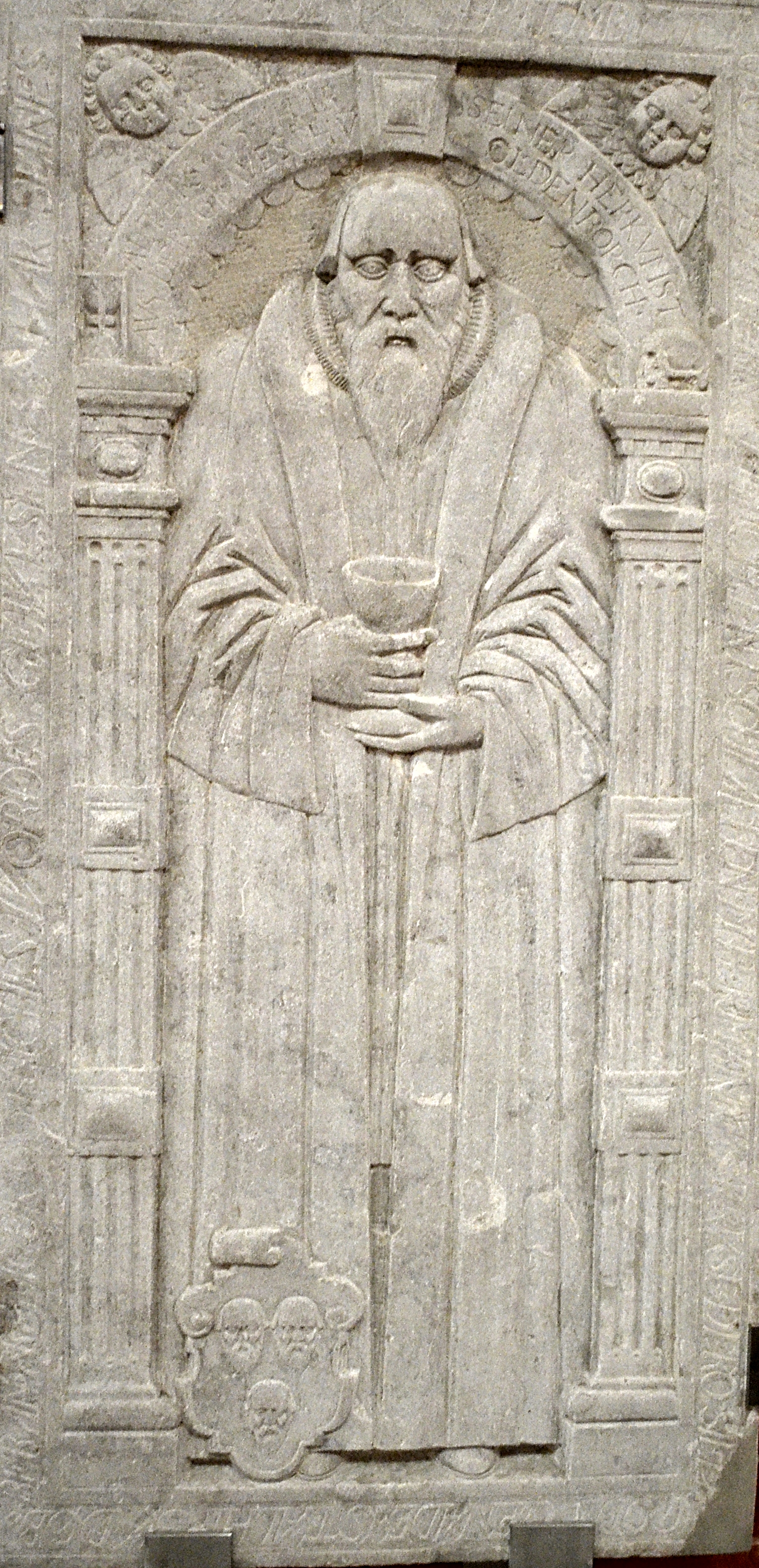
Hermann Kruse, Grabplatte im Doberaner Münster

Hermann Kruse, auch latinisiert Crispinus (* vor 1560 in Edewecht; † 20. September 1599 in Doberan) war ein deutscher evangelisch-lutherischer Geistlicher.

## Leben
Der aus der Grafschaft Oldenburg stammende Kruse studierte ab Mai 1560 Theologie an der Universität Rostock. Im Sommersemester 1564 graduierte er nach einer Disputation unter dem Vorsitz von David Chyträus zum Bakkalar. Zu einem unbekannten Zeitpunkt wurde er Magister.
Nach dem Tod des letzten Abtes Nikolaus Peperkorn beriefen ihn die Herzöge Johann Albrecht und Ulrich gemeinschaftlich in Ausübung ihres Summepiskopats 1564 zum ersten lutherischen Pastor am Doberaner Münster. Dieses Amt hatte er bis zu seinem Tod inne.
Kruse wurde im Münster beigesetzt. Die sein Grab bedeckende steinerne, ursprünglich farbig gefasste Renaissance-Grabplatte wurde bei der Umgestaltung des Münsters im 19. Jahrhundert durch Gotthilf Ludwig Möckel an einer Wand vor der Bülow-Kapelle aufgerichtet und 2007 restauriert. Der Grabstein zeigt Kruse in Vollfigur in einem Renaissance-Rahmen. Er hält, wie auf vorreformatorischen Priestergrabsteinen, einen Kelch, ist aber in Gelehrtentracht (Schaube und Halskrause) gekleidet.
In seinem Testament stiftete er das Crispinsche Stipendium zugunsten Studierender an der Universität Rostock.